# Orecchio

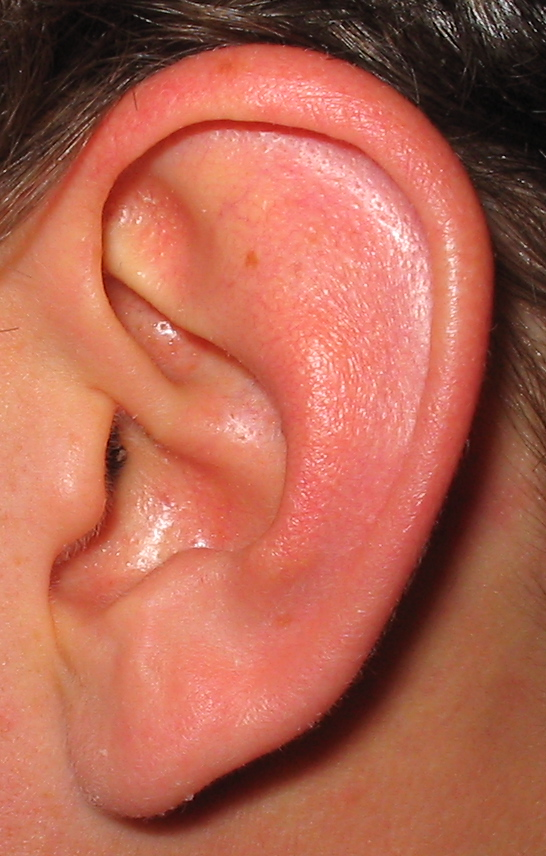
Orecchio umano

L'orecchio è l'organo del corpo umano preposto alla funzione uditiva: permette di rilevare onde sonore dai 20 hertz ai 20 kHz e di mantenere l'equilibrio grazie all'azione del sistema vestibolare contenuto nella porzione interna.
La funzione uditiva viene assolta da componenti dell'orecchio esterno, medio e interno; la funzione vestibolare è appannaggio dell'orecchio interno.
Tutte e tre le porzioni dell'orecchio sono anatomicamente posizionate all'interno dell'osso temporale del cranio.

## Anatomia dell'orecchio umano

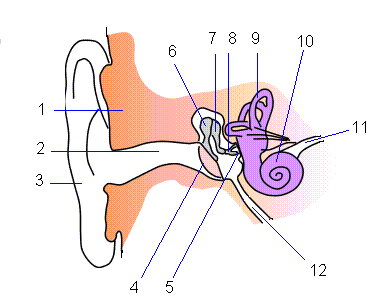
Sezione anatomica dell'orecchio.
Orecchio esterno: 1 cartilagine del padiglione e del condotto uditivo, 2 condotto uditivo esterno, 3 padiglione auricolare
Orecchio medio: 4 timpano, 5 finestra ovale, 6 martello, 7 incudine, 8 staffa
Orecchio interno: 9 canali semicircolari, 10 coclea, 11 nervo acustico, 12 tromba di Eustachio.

L'orecchio umano è suddivisibile in tre parti:
- Orecchio esterno, attraverso il quale i suoni entrano e vanno a infrangersi sulla superficie laterale della membrana timpanica, ed è composto da padiglione auricolare e meato acustico esterno. Ha come limite laterale l'orifizio del meato acustico esterno nella porzione acustica dell'osso temporale e come limite mediale la membrana timpanica.
- Orecchio medio, composto dalla superficie mediale della membrana timpanica, dalla cavità timpanica (epitimpano, mesotimpano e ipotimpano), dalle cellule mastoidee e dalla tuba uditiva che pone in comunicazione il cavo del timpano con gli spazi aerei del rinofaringe, permettendo la compensazione o azzeramento delle variazioni pressorie ambientali sulle due superfici della membrana timpanica.
- Orecchio interno, insieme di recettori a origine embrionale comune, che si differenziano parte nell'apparato acustico e parte nell'apparato vestibolare.

### Orecchio esterno
L'orecchio esterno è formato dal padiglione auricolare, dal condotto uditivo esterno e dalla superficie laterale o esterna della membrana timpanica. Il padiglione auricolare è costituito da cartilagine rivestita dalla pelle che risulta strettamente adesa alla sottostante membrana di tessuto connettivo, il pericondrio, che a sua volta avvolge completamente, fornendo loro il supporto nutritizio vascolare, le cartilagini elastiche del condotto e del padiglione. La sua funzione è quella di raccogliere i suoni per inviarli all'orecchio medio. Il condotto uditivo è un tunnel dalle pareti lisce provvisto di peli e di ghiandole sebacee e ghiandole ceruminose, il cui secreto ricco di cere ha una funzione protettiva.

### Orecchio medio
Al termine del condotto uditivo si trova la membrana del timpano, che è una sottile membrana sensibile alle onde sonore che vengono a infrangersi su di essa. Le vibrazioni così raccolte vengono trasmesse a tre ossicini, i più piccoli del corpo umano: il martello, direttamente a contatto con la membrana del timpano, l'incudine e la staffa. Questa prende contatto col labirinto. I tre ossicini dell'udito sono contenuti in una cavità, la cassa del timpano, che comunica all'esterno attraverso un piccolo canale lungo 3–4 cm, la tromba di Eustachio, che sbocca nella faringe. In questo modo l'orecchio è collegato con la faringe. Ciò permette di mantenere in equilibrio la pressione dell'aria al di là e al di qua del timpano.

### Orecchio interno
L'orecchio interno è la parte interna dell'apparato stato-acustico, divisibile in due porzioni, definite "labirinti":
- Labirinto osseo (o parte ossea), la cavità interna presenta una parete ossea.
- Labirinto membranoso, collocato internamente al labirinto osseo; in esso sono individuabili organi a parete connettivale.

Tra le due porzioni di labirinto è si trova un liquido, definito perilinfa, mentre internamente agli organi del labirinto membranoso è presente l'endolinfa.

#### Circuito osseo
Il circuito osseo presenta una parte centrale cava, detta scala vestibolare, comunicante anteriormente con la coclea e posteriormente con i tre canali semicircolari (anteriore, superiore e laterale) in cui trovano alloggio i recettori dell'equilibrio, chiamati recettori stato-cinetici. La scala vestibolare, inoltre, presenta due aperture:

#### Coclea
La coclea presenta due strutture, una ossea e una membranacea:
- Canale cocleare
- Lamina spirale ossea, legata a un asse centrale definito modiolo.

#### Labirinto membranoso
Il labirinto membranoso è costituito da tre componenti:
- utricolo e sacculo, al livello della scala vestibolare;
- canali semicircolari membranosi;
- condotto cocleare membranoso, applicato al margine libero della lamina spirale ossea.

## Recettori

### Recettori dell'equilibrio o stato-cinetici
L'apparato stato-cinetico è costituito da cinque organi facenti parte dell'orecchio interno:
- utricolo e sacculo;
- i tre canali semicircolari membranosi.

L'epitelio dell'orecchio transita da epitelio di rivestimento a epitelio recettivo-sensoriale di II tipo.
Sulle ciglia dei recettori si trova un gel, la cupola, che sotto il flusso dell'endolinfa provocato dal movimento corporeo, percepisce il movimento del corpo. I prolungamenti dendritici del ganglio dello Scarpa innervano i recettori. A livello dell'utricolo e nel sacculo si ha una struttura analoga, in cui sono presenti anche sali di calcio, definiti otoliti, sulla sommità della cupola, capaci di percepire le accelerazioni a cui il corpo è soggetto. Dalla scala vestibolare emergono i gangli vestibolari che convogliano l'impulso alla branca vestibolare.
La via vestibolare origina da neuroni bipolari presenti nel ganglio dello Scarpa. I prolungamenti centrali di tali neuroni raggiungono i nuclei vestibolari posti nel midollo allungato.